# 阿部彦太郎 (2代)
2代 阿部 彦太郎（あべ ひこたろう、前名・龍蔵、1879年（明治12年）4月1日 - 1965年（昭和40年）10月25日）は、日本の商人（米穀商）、実業家、大阪府多額納税者。族籍は大阪府平民。

## 人物
滋賀県・阿部市蔵の長男。1898年、大阪高等商業学校を卒業。慶應義塾大学に学ぶ。先代・彦太郎の養子となり、1904年、家督を相続し、前名・龍蔵を改め襲名する。米国に2年留学し、帰途欧州各国を巡歴して英国に至り、5年滞在して研学に費やす。
米穀商を営み、会社の重役である。角一山林土地会長、大阪阿部代表社員、内外綿、豊国火災保険、日本生命保険、大阪商船、住友信託各取締役、東洋紡績、大阪製麻、角一ゴム各監査役などをつとめる。
住所は大阪市天王寺区堂ヶ芝町、同市北区堂島浜通。大阪府在籍。

## 家族・親族
阿部家
- 養父・彦太郎（1840年 - 1904年、近江商人）
- 養母・チエ（1844年 - ?、阿部市太郎の叔母）[9]
- 妻・シン（1886年 -1956年、大阪、弁護士・渋川忠二郎の三女[9]、弁護士・渋川千之助の養妹[4]）
- 長男・正彦[3]（1908年 -1963年）
  - 同妻・登喜（1916年 - 1999年、大阪、山口吉郎兵衛の三女）[2]
- 二男・良彦　4代目角一株式会社　社長　堅実な経営を行い現在の角一の礎を築く（日経新聞より）1991年自社ビル竣工　（1910～1999年）[7]
- 三男・良三　（1910～1993年）[7]
- 孫　晴彦（～2022年　8月）[2]
- 孫　洋子
- ひ孫　元彦